# Иммунный ответ

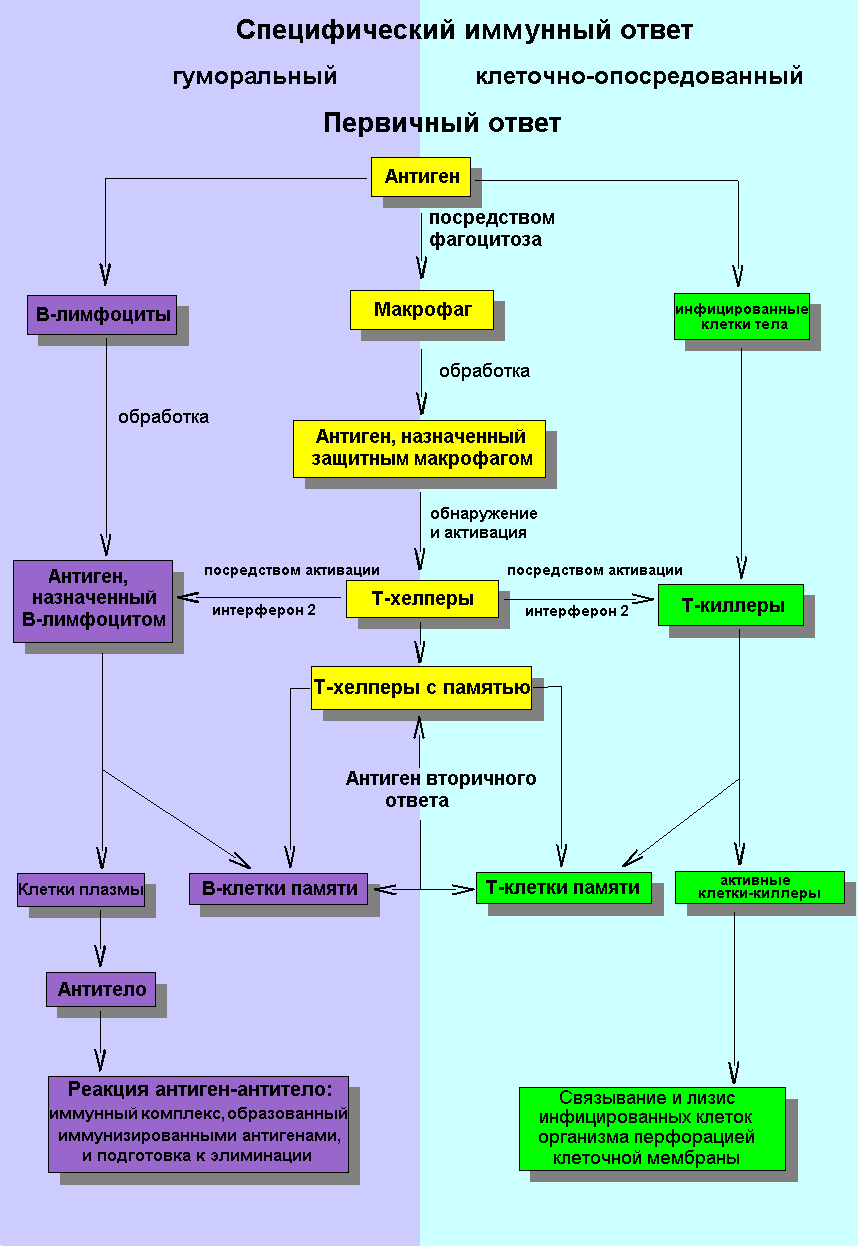
Схематическое представление первичной и вторичной иммунной реакции

Иммунный ответ — это сложная многокомпонентная, кооперативная реакция иммунной системы организма, индуцированная антигеном, уже распознанным как чужеродный, и направленная на его элиминацию. Явление иммунного ответа лежит в основе иммунитета. Иммунный ответ зависит от:
- антигена — свойства, состав, молекулярная масса, доза, кратность попадания, длительность контакта;
- состояния организма (иммунологическая реактивность);
- условий внешней среды.

Иммунный ответ различается врождённый и приобретённый (или адаптивный). Врождённый — это распознавание чужеродных раздражителей благодаря унаследованным механизмам, в то время как приобретённый иммунный ответ использует для распознавания рецепторы, число которых почти ничем не ограничено и они формируются в организме каждого человека. Приобретённый иммунный ответ может гибко реагировать на чужеродный раздражитель: если тот будет сочтён не опасным, то данный раздражитель в будущем больше не будет вызывать реакции (иммунологическая толерантность). Если же раздражитель классифицирован как опасный, последует продуктивный иммунный ответ, и чужеродные цели-раздражители будут устранены.
Иммунный ответ действует на вторжение болезнетворных микроорганизмов в организм (бактерии, вирусы, грибки, паразиты) или на патологически изменённые клетки собственного тела (злокачественная опухоль). Иммунный ответ против нормальных клеток организма может возникать, когда собственные вещества организма ошибочно воспринимаются как чужеродные (аутоиммунные заболевания). Кроме этого, безвредные вещества из окружающей среды также ошибочно могут быть классифицированы как опасные и вызывать реакцию (аллергия). С другой стороны, если патогенам удаётся избежать иммунного ответа, то это приводит к ускользанию от иммунного ответа (нем. Immunevasion).
Механизмы, которые вызывают устранение вторгнувшихся в организм патогенов в ходе иммунного ответа, чрезвычайно разнообразны. Система комплемента состоит из самоорганизующихся белковых комплексов, которые помечают агента или могут напрямую убить его. Микробицидные вещества высвобождаются клетками вне иммунной системы, также могут быть активированы разнообразные макрофаги и клетки-киллеры, а антитела начнут связываться с высокоспецифичными чужеродными структурами. Обычно несколько таких эффекторных механизмов действуют одновременно, с тем чтобы обеспечить полное удаление патогенов из организма. Тем не менее, чрезмерная реакция иммунной системы должна предотвращаться, так как это может привести к серьёзным повреждениям или даже некрозу тканей, а также летальному исходу (анафилактический или септический шок, гиперцитокинемия). Кроме того, значительная реакция против собственного тела также должна быть исключена, чтобы предотвратить аутоиммунные заболевания. Таким образом, в иммунной системе присутствует множество регуляторных механизмов для того, чтобы соблюдался баланс между защитным и вредным иммунным ответом.

## Врождённый иммунный ответ
Во врождённом иммунном ответе участвует большое разнообразие типов клеток и переменных факторов, что в совокупности образует тесно связанную и скоординированную форму защитной системы. Это обусловлено характеристиками возбудителей иммунной реакции, которые распознаются врождёнными рецепторами — отсюда термин «врождённая иммунная реакция». Такой иммунный ответ происходит быстро и эффективно: через считанные минуты после проникновения в организм большинство болезнетворных микроорганизмов обнаруживаются и обезвреживаются, а спустя несколько часов они полностью устранены.

## Приобретённый иммунный ответ
Посредством фагоцитоза активированные вирусом макрофаги затем «назначаются» иммунной системой для специфического или адаптивного иммунного ответа. В свою очередь он различается на 2 вида: гуморальный и клеточный иммунный ответ.

### Клеточный иммунный ответ
Клеточный иммунный ответ — это иммунный ответ, осуществляемый посредством специфических токсических клеток иммунной системы — Т-киллерами (цитотоксическими Т-лимфоцитами). Таким образом иммунитет отвечает в основном на внутриклеточные экзоантигены и эндоантигены.

### Гуморальный иммунный ответ
Гуморальный иммунный ответ — это иммунный ответ организма, осуществляемый посредством антител против патогенов, в основном находящихся в жидкости крови и лимфы, а также в бесклеточной плазме или в сыворотке крови. Специфические антитела, также называемые иммуноглобулинами, — это белковые молекулы, которые продуцируются и высвобождаются плазматическими клетками и действуют в кровяном и лимфатическом потоках.
Плазматические клетки являются потомками активированных B-лимфоцитов. Активация B-лимфоцита происходит путём связывания соответствующего антигена с распознающим антигены B-клеточным рецептором. Это специфические иммуноглобулины, закреплённые в клеточной мембране B-клетки.

Иммунная система отвечает продукцией антител в основном на внеклеточные экзоантигены

## Гиперчувствительность и аллергия
Гиперчувствительность (создаваемая антителами анафилаксия и клеточно-опосредованная аллергия) является приобретённым иммунным ответом с «памятью». Такой иммунный ответ может наступать в качестве контактного дерматита против химически чистых веществ после первичного или нескольких повторных контактов с аллергеном. Клеточно-опосредованным иммунным ответом может являться отторжение экзогенных трансплантированных органов.